# Дружба (Молдова)
Дружба (рум. Drujba) — село в Унгенском районе Молдавии. Наряду с сёлами Хырчешты, Леордоая, Мынзатешты и Веверица входит в состав коммуны Хырчешты.

## История
Село образовано 17 июля 1981 года.

## География
Село расположено на высоте 119 метров над уровнем моря.

## Население
По данным переписи населения 2004 года, в селе Дружба проживает 601 человек (314 мужчин, 287 женщин).
Этнический состав села:
| Национальность | Число жителей | Процентный состав |
| -------------- | ------------- | ----------------- |
| молдаване      | 599           | 99,67             |
| русские        | 2             | 0,33              |
| Всего          | 601           | 100 %             |